# الکساندرا سالوادور
الکساندرا سالوادور (انگلیسی: Alexandra Salvador؛ زادهٔ ۱۱ اوت ۱۹۹۵) بازیکن فوتبال اهل اکوادور است.
وی همچنین در تیم ملی فوتبال Ecuador بازی کرده‌است.